# Rotes Schloss (Heroldsberg)

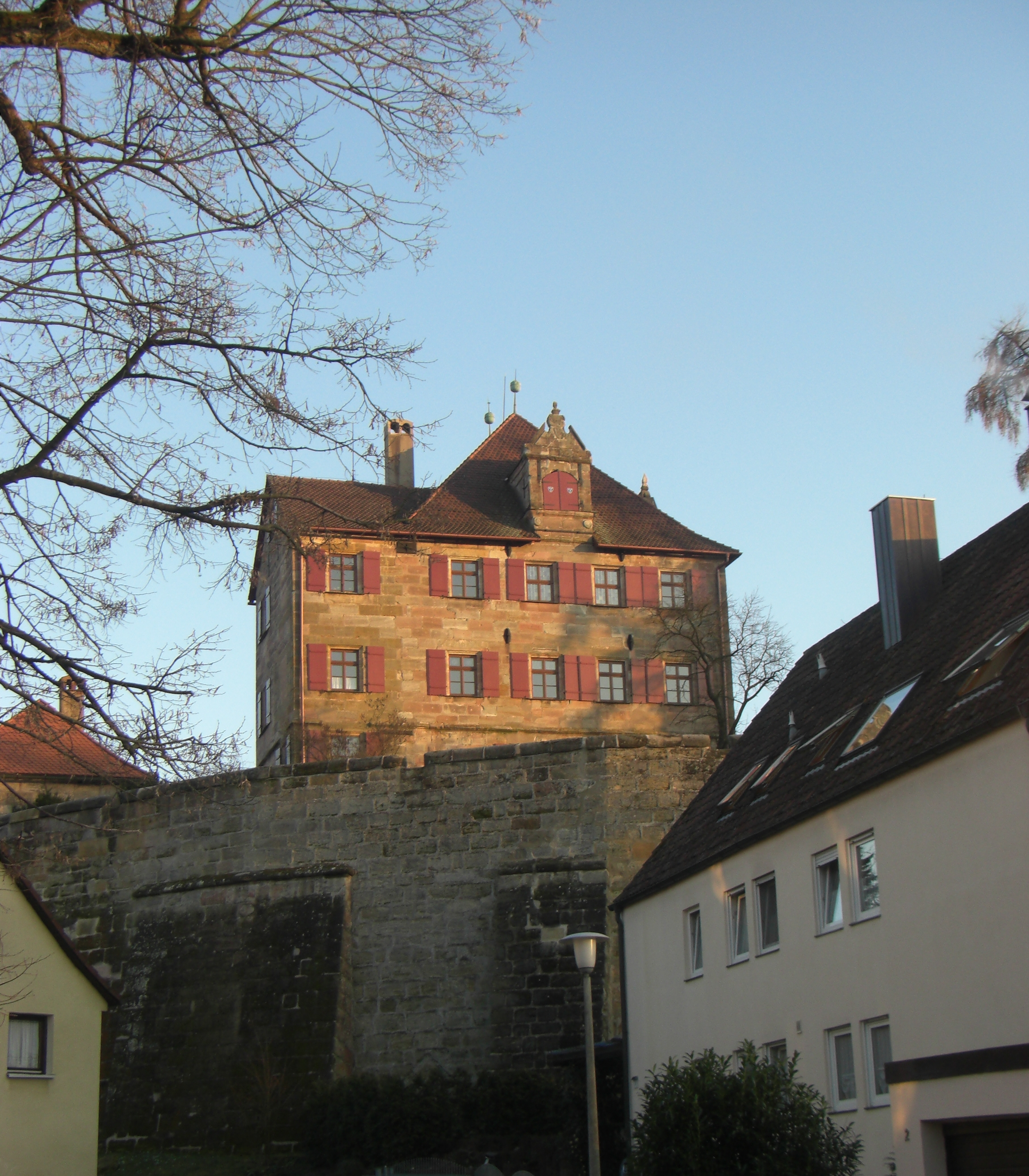
Das Rote Schloss in Heroldsberg

Das Rote Schloss ist eines der vier Schlösser des mittelfränkischen Marktes Heroldsberg. Der von der Nürnberger Patrizierfamilie Geuder von Heroldsberg errichtete Bau ist benannt nach der Farbe seiner Fensterläden. Im Jahr 1510 fertigte dort Albrecht Dürer seine Federzeichnung Das Kirchdorf an.

## Geschichte

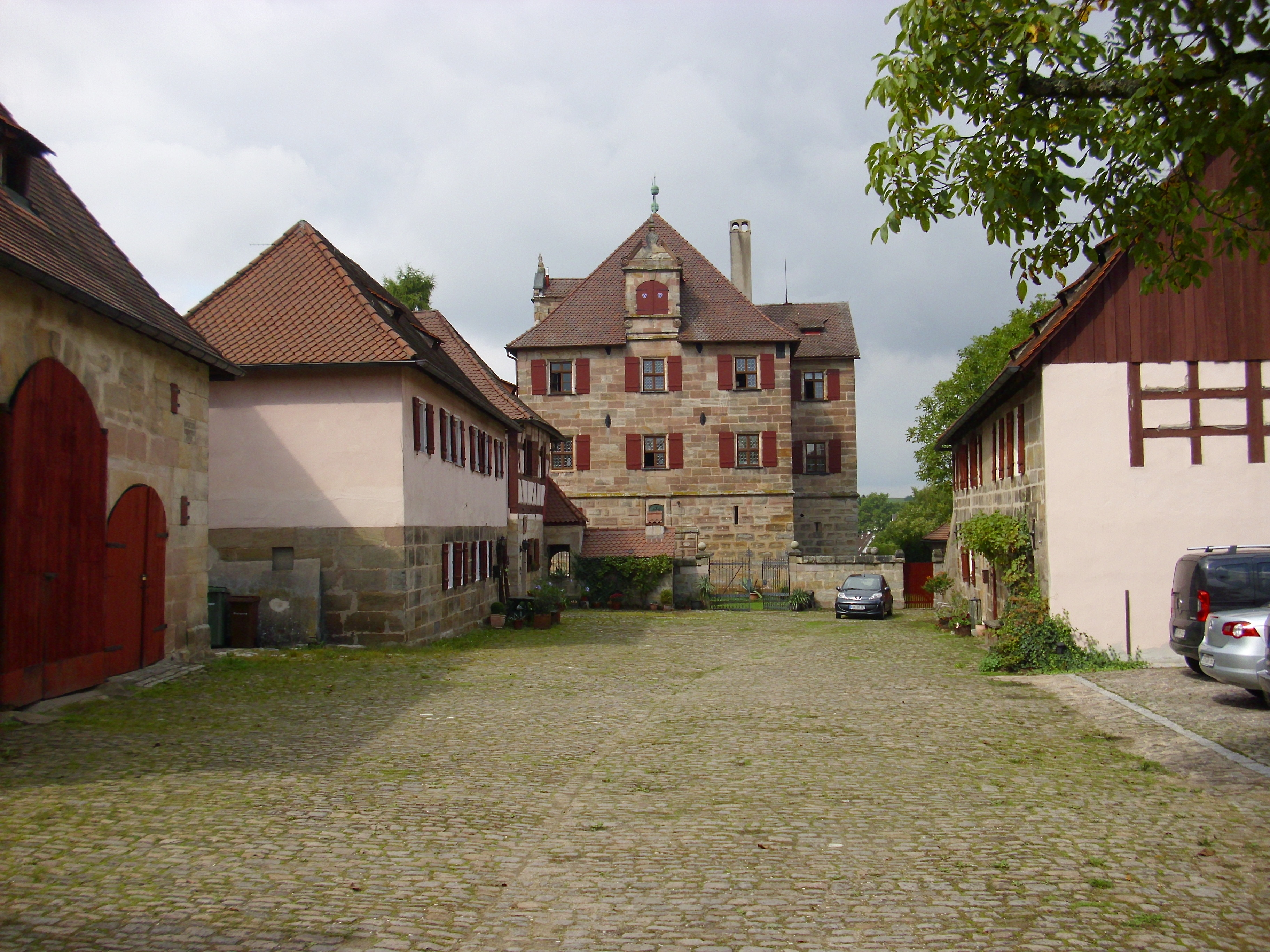
Rotes Schloss mit Schlosshof

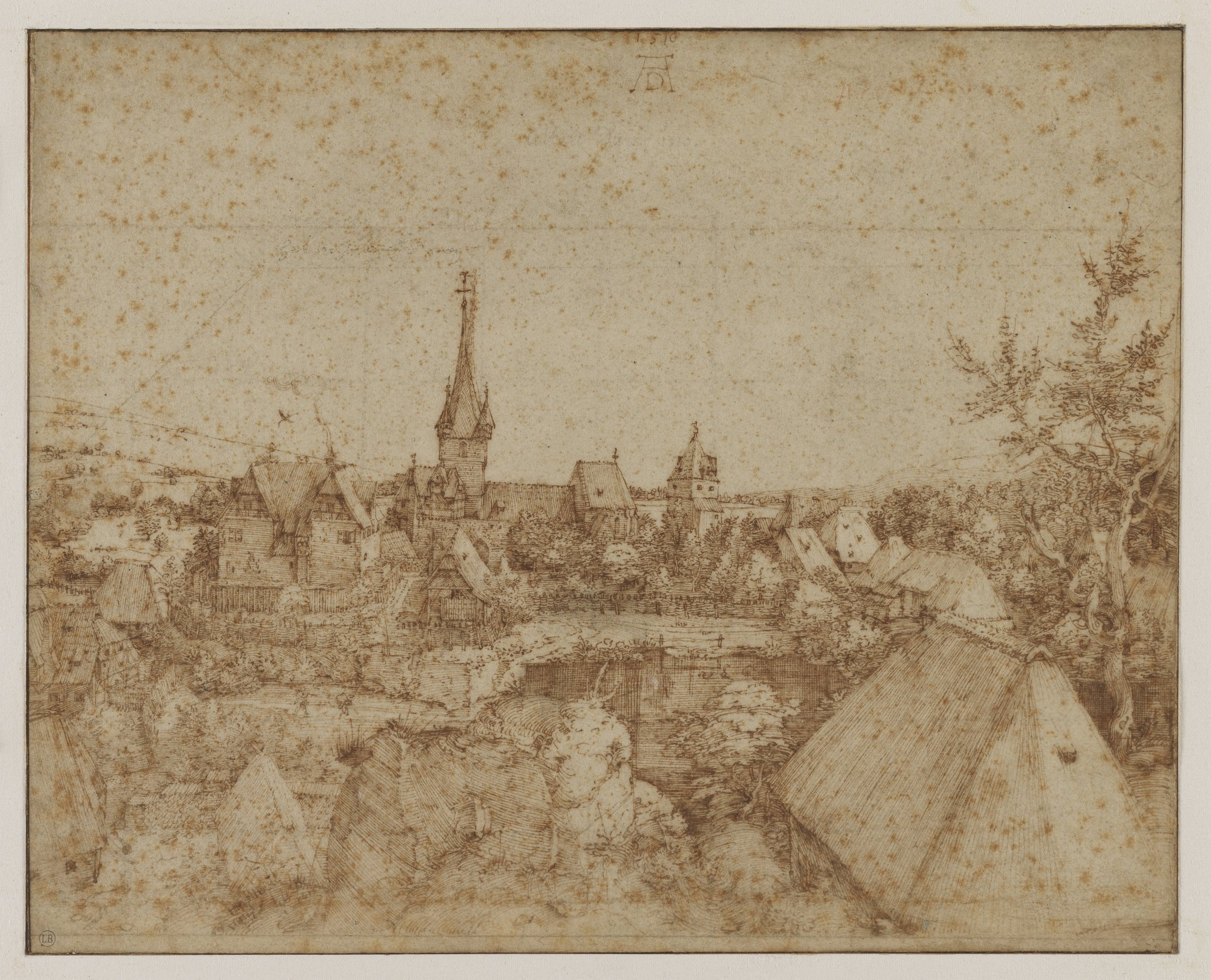
Albrecht Dürer: Heroldsberg, 1510 (vorn links das Rote Schloss)

1391 erwarben Konrad und Heinrich Geuder das Reichslehen Heroldsberg, wo Nachfahren der Familie bis heute ansässig sind. 1417 erwirkten die Geuder bei König Sigismund für sich ein Wappen, das heute das Wappen des Marktes Heroldsberg ist. 1471 verlieh Kaiser Friedrich III. den Geudern ein eigenes Wappen. In Heroldsberg erlangten die Geuder alle Befugnisse der Reichsritterschaft, zu denen die Fraisch, d. h. die hohe Gerichtsbarkeit, gehörte. Sie errichteten dort das Grüne Schloss an der Stelle der älteren Burg sowie 1471 das Weiße Schloss, 1489 das Rote Schloss und 1580 das Gelbe Schloss.
Bauherr des Roten Schlosses war der Ratsherr, Losunger und Reichsschultheiß Martin Geuder III. (1455–1532), der ab 1518 auch Pfleger aller Männerklöster in Nürnberg und ab 1524 Pfleger der beiden Nürnberger Pfarrkirchen wurde. Er war ein Freund Albrecht Dürers, welcher bei einem Besuch in Heroldsberg 1510 die Zeichnung Das Kirchdorf anfertigte, die älteste bildliche Darstellung des Ortes, auf der im Vordergrund der Neubau zu sehen ist. Nach der Zerstörung während des Zweiten Markgrafenkriegs im Jahr 1552 ließ sein Enkel Julius Geuder das Schloss um 1589 neu errichten. Die im Erdgeschoss heute noch sichtbaren Buckelquader mit Randschlag und Schießscharten gehen vermutlich auf den ersten Bau zurück.
Durch Vermählung von Julius Geuders Tochter Maria Magdalena im Jahr 1591 kam das Rote Schloss in den Besitz der Nürnberger Patrizierfamilie Pfinzing. Nach Rückkauf des Schlosses durch Carl Benedikt Geuder von und zu Heroldsberg (1670–1744) wurden umfangreiche Instandsetzungsarbeiten zu Beginn des 18. Jahrhunderts durchgeführt. Die Dacherker mit den gesprengten Giebeln sollen auf diese Zeit zurückgehen. Ebenso wurde in diesem Zeitraum das zweite Stockwerk mit Stuckdecken von dem aus Lugano stammenden Meister Donato Polli (1663–1738) im Stil des Barock ausgestaltet. Im ersten Stock sind noch Holzvertäfelungen aus der Zeit der Renaissance erhalten.
Auf Carl Benedikt Geuder geht ebenso die Neugestaltung des Gartens im Stil des Barock zurück, welche sich mit Sandsteintor, Umfassungsmauer und Schlossweiher bis heute erhalten hat. Der Vorhof des Schlosses ist eingerahmt von ehemaligen Gesindehäusern, einer Scheune, einem Backofen und Ziehbrunnen.

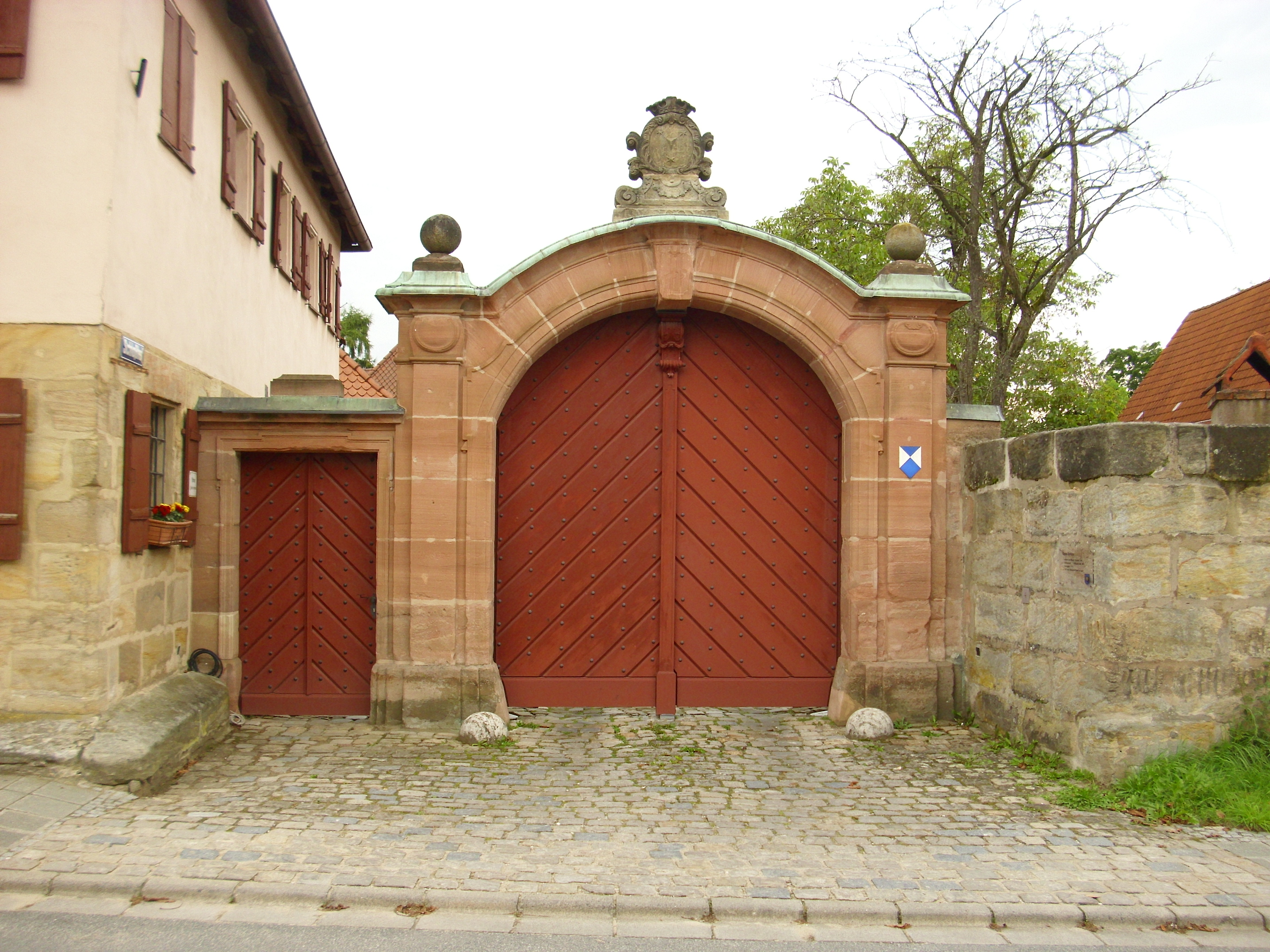
Toreingang Rotes Schloss

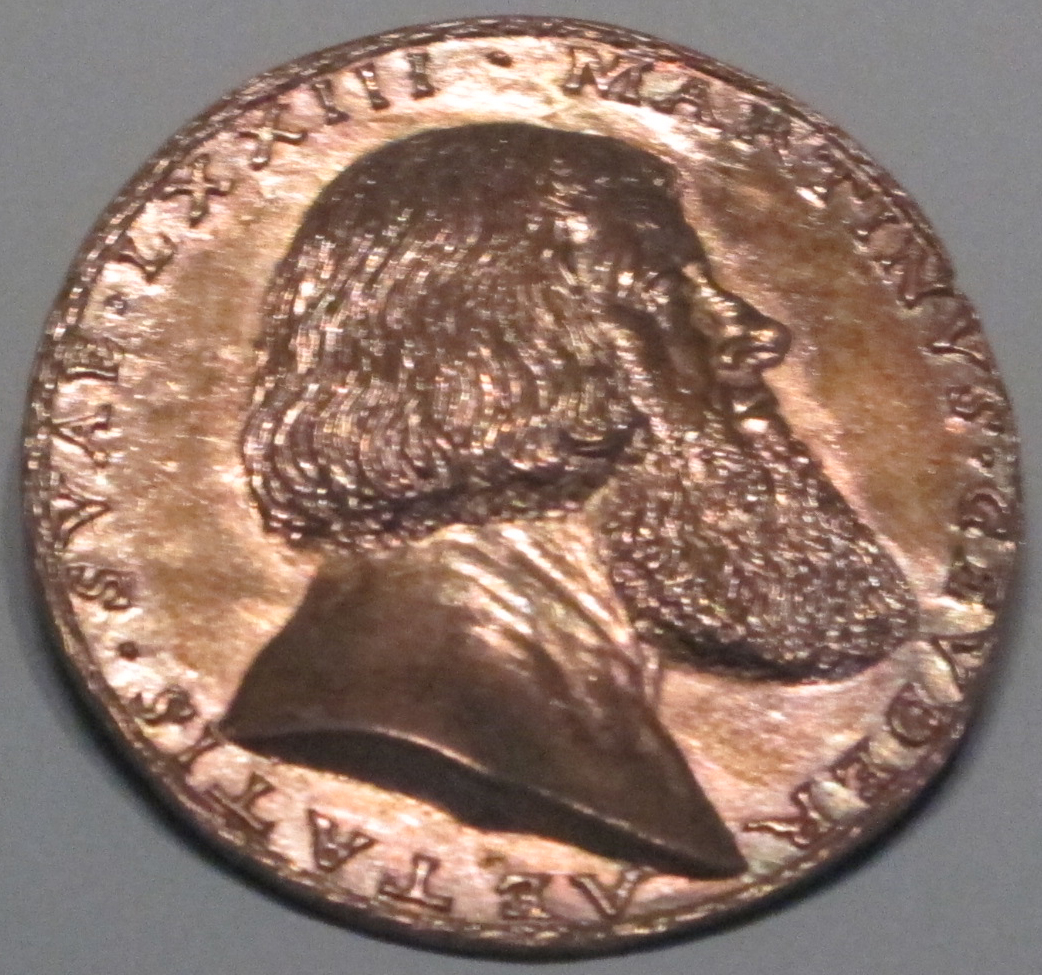
Martin III. Geuder (1455–1532), Ratsherr, Losunger und Reichsschultheiß, Bauherr des Roten Schlosses und Freund Dürers (Medaille von Matthes Gebel, 1528)

Von den vier Geuder-Schlössern in Heroldsberg wurden 1928 das Weiße Schloss und 1957 das Gelbe Schloss verkauft; das Grüne oder Rabensteiner Schloss (Kirchenweg 8) wurde bis zu deren Aussterben 1963 von der Rabensteiner Linie der Geuder bewohnt und 1977 verkauft; das Rote Schloss ist heute im Besitz der Geuder-Nachfahren Familie Brunel-Geuder, die auf Dr. Roland Brunel, Enkel einer Geuder von Heroldsberg, zurückgehen; das bayerische Staatsministerium des Innern gestattete ihm 1964 die Führung des Namens Brunel-Geuder.

## Nutzung
Das Schloss ist bis heute im Besitz der Familie Brunel-Geuder und beheimatet das bis ins Jahr 1330 zurückreichende Geuderarchiv. Der Schlosshof dient dem Kulturverein des Ortes Heroldsberg gelegentlich als Veranstaltungsort für Konzerte und Feste.